# El Puerto, Senguio
El Puerto är en ort i Mexiko.   Den ligger i kommunen Senguio och delstaten Michoacán de Ocampo, i den södra delen av landet, 140 km väster om huvudstaden Mexico City. El Puerto ligger 2 269 meter över havet och antalet invånare är 117.
Terrängen runt El Puerto är kuperad söderut, men norrut är den platt. Runt El Puerto är det ganska tätbefolkat, med 111 invånare per kvadratkilometer. Närmaste större samhälle är Ciudad Hidalgo, 18,6 km väster om El Puerto. I omgivningarna runt El Puerto växer huvudsakligen savannskog.